# 乌克兰国家反腐败局

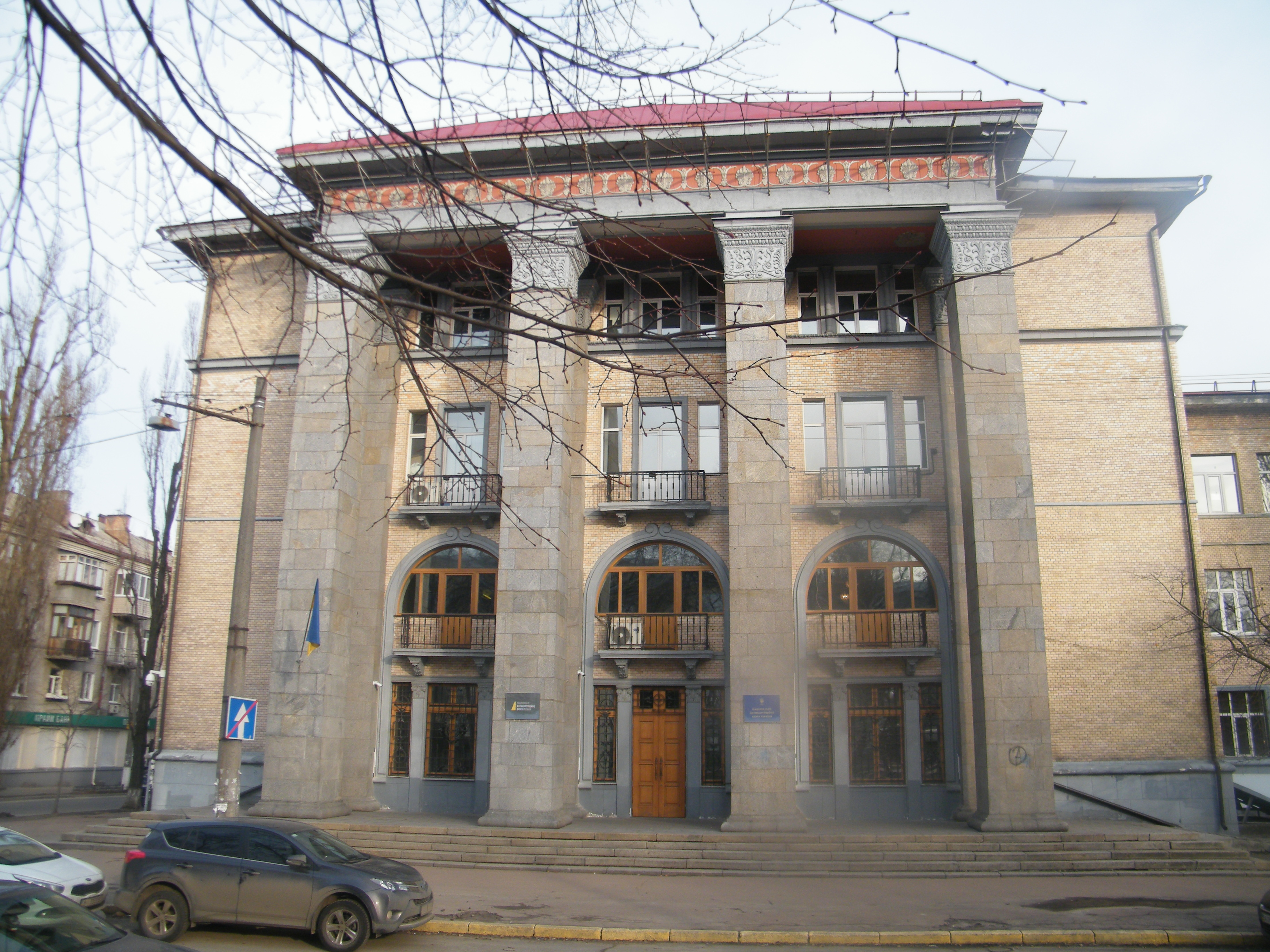
在基辅的局本部

地區分部

乌克兰国家反腐败局（烏克蘭語：Національне Антикорупційне Бюро України，縮寫：НАБУ）是乌克兰的反腐败执法机构。具有刑事侦查权但没有公诉权。

## 历史
乌克兰与欧盟经过多年谈判，于2014年3月和6月分别签署联系国协定的政治部分和经济部分。欧洲议会和乌克兰议会于同年9月同步批准协定，从而为乌克兰加入欧盟打开通道。应欧盟方面要求，2014年乌克兰政府开始进行包括强化反腐败力度在内的大规模改革。应国际货币基金组织和欧盟方面放宽签证限制的前提要求，2015年10月1日成立乌克兰国家反腐败局，取代了2009年4月24日季莫申科创办的国家反腐败委员会（烏克蘭語：Національний антикорупційний комітет）。这被不少人视为与政坛腐败作斗争的“破冰船”。这一机构有权调查涉腐的政府官员、法官和企业高管等，并将相关调查结果递交至乌克兰总检察长，由后者对嫌疑人提起诉讼。
该机构的资金来自美国与欧盟的官方援助。与美国联邦调查局签订有共享情报协议。
2020年10月28日，乌克兰宪法法院裁决国家反腐败局等机构“行为违宪”，2015年国家反腐败局局长、第一副局长Gizo Uglava的任命是“非法任命”。七国集团驻乌克兰大使在10月29日的联合声明中批评乌克兰宪法法院的裁决：“ [我们]对取消革命后的反腐败改革的努力感到震惊”。10月30日总统泽连斯基向最高拉达提交了一项关于终止宪法法院当前成员权力的法案，并建议最高拉达认定乌克兰宪法法院有关取消一系列反腐规定的决定是无效的。总统泽连斯基要求国会议员支持该法案解职宪法法院全体法官，否则乌克兰由于依赖国际货币基金组织和欧盟贷款而可能会耗尽资金。总统泽连斯基说：“我们不会有钱……我们的预算会有很大的缺口……在议会中占少数的亲俄罗斯和与寡头挂钩的国会议员有意通过向宪法法院提出上诉，以系统性的方式破坏乌克兰与国际货币基金组织和西方支持者的合作，以挑战反腐败机构的合法性。”宪法法院负责人表示，总统的这一举措为宪法政变。
2025年7月21日，烏克蘭國家安全局突擊搜查烏克蘭國家反腐敗局辦公室，拘捕2名反腐敗局官員，並對15名員工進行搜查，當時傳出消息指行動是與針對一次交通違規行為進行的調查，但行動涉及的員工數量佔反腐敗局的絕大部份，被指刑同癱瘓單位運作。其後烏克蘭國家安全局和總檢察長辦公室的調查人員表示，調查重點是一名涉嫌犯下叛國罪的親俄國會議員。

### 第12414號法案
2025年7月22日，烏克蘭最高拉達以263票贊成、13票反對、13票棄權通過第12414號法案，法案允許由總統任命的檢察機關對向國會負責的烏克蘭國家反腐敗局與特別反貪腐檢察官辦公室進行更直接的監督，日後2個機構的行動須經由總檢察長核准，總檢察長亦可撤銷2個機構進行的調查。法案被批評削弱烏克蘭國家反腐敗局和特別反腐敗檢察官辦公室長期以來維持的機構自主性，並賦予總檢察長新的權力。法案由執政人民公僕黨提出，獲在野黨全烏克蘭祖國聯盟和生活與和平平台的支持，而另一在野黨選民之聲黨則表示反對。 
法案的通過引發烏克蘭多個主要城市出現廣泛的抗議活動，在抗議活動中大批示威者呼籲總統澤連斯基運用總統否決權，否決相關爭議法案。但總統澤連斯基仍然在7月22日晚上，在示威聲音中簽署相關法案，並在社交平台上表示，法案的通過將令烏克蘭的反腐敗體制將發揮作用，同時亦能讓烏克蘭反腐敗局和特別反腐敗檢察官辦公室更有效運作。